# Antonius Felix

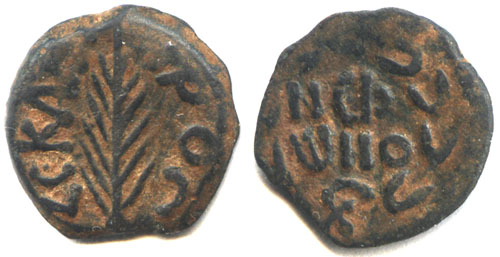
Bronzen prutah van Antonius Felix. De voorzijde (rechts) vermeldt in Griekse letters de naam van keizer Nero (NEP WNO C). De keerzijde toont een palmtak met de legende KAICAPOC (keizer) en het jaar waarin de munt geslagen is: LC (56/57).

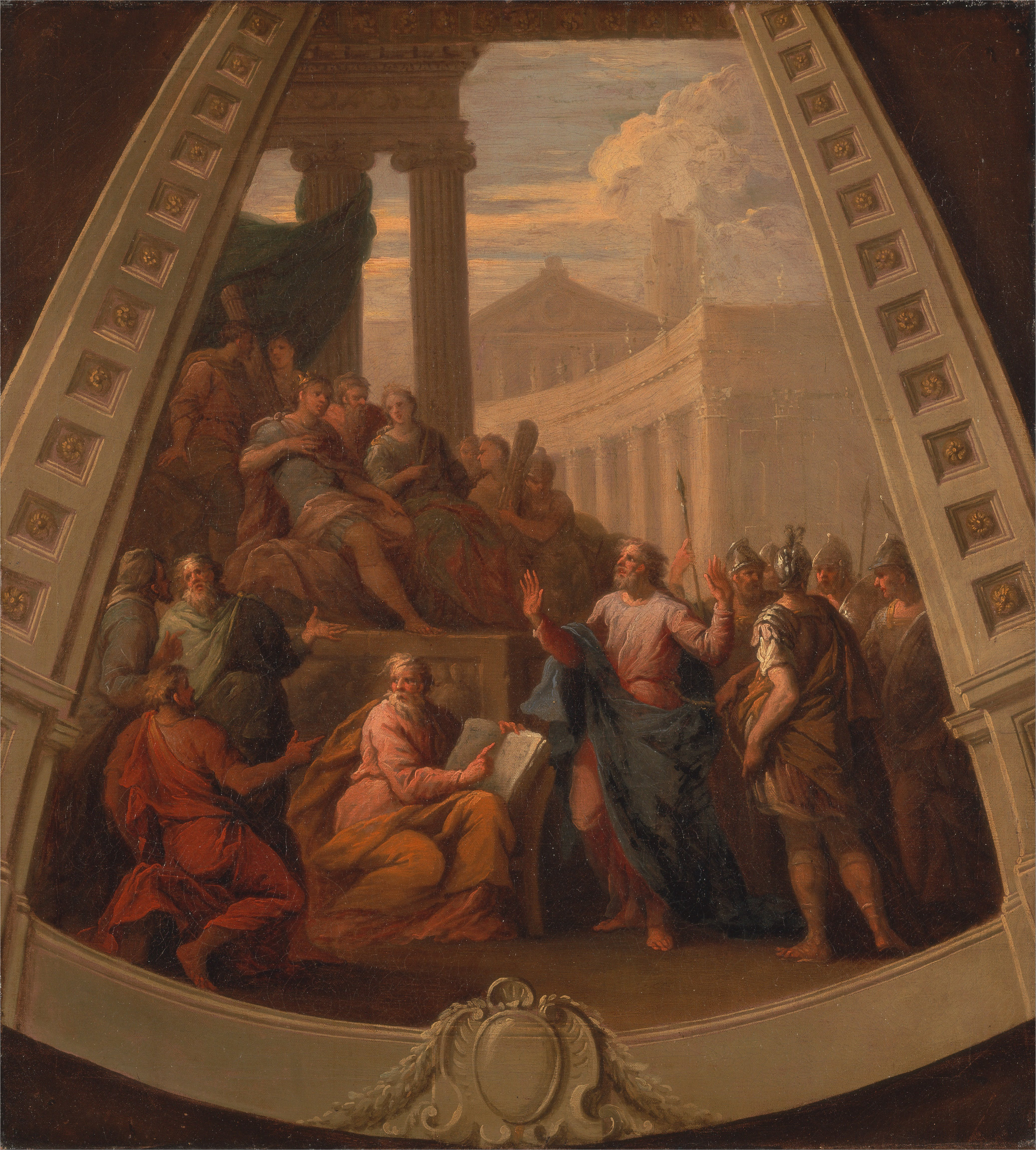
Sint-Paulus verschijnt voor Antonius Felix (James Thornhill rond 1710)

Antonius Felix (of misschien Marcus Antonius Felix) was procurator van Judea van 52 tot 60 (of 58) na Chr.

## Voorgeschiedenis
Felix was een vrijgelaten huisslaaf van de keizerlijke familie, vermoedelijk van Antonia, de moeder van keizer Claudius. Zijn oudere broer Pallas - eveneens een vrijgelaten huisslaaf van Antonia - was een gunsteling van de keizer en wist gedaan te krijgen dat Felix benoemd werd tot procurator over Judea, een positie die vrij uitzonderlijk was voor een vrijgelaten slaaf. Daarmee was hij de opvolger van Venditius Cumanus.

## Bestuur
In de periode dat Felix procurator was, namen anti-Romeinse sentimenten in Judea steeds verder toe. Felix trad hier met harde hand tegen op. Talloze Zeloten, die verlangden naar onafhankelijkheid van Rome, werden gekruisigd. Groepen die van samenzwering verdacht werden, werden zonder pardon over de kling gejaagd. De Romeinse geschiedschrijver Tacitus merkt op: 'Met iedere vorm van wreedheid en lust oefende hij de koninklijke macht uit met de mentaliteit van een slaaf'.
Felix kreeg de toenemende onrust echter niet onder controle. Jonathan ben Ananus, die de waardigheid van hogepriester droeg (vermoedelijk op grond van een eerdere ambtstermijn, niet omdat hij op dit moment hogepriester was), uitte kritiek op Felix en riep hem op beter bestuur aan de dag te leggen. Felix legde hem echter het zwijgen op door hem in een aanslag om het leven te laten brengen. De aanslag had echter als onbedoeld gevolg dat Judea getroffen werd door een golf van geweld, waarbij allerlei hooggeplaatste Joden die door de Zeloten verdacht werden van nauwe banden met de Romeinen, hun leven niet zeker waren.
Ook in Rome drong het besef door dat Felix Judea niet onder controle kreeg. In vermoedelijk 60 (volgens sommigen 58) na Chr. riep keizer Nero hem terug naar Rome en benoemde hij Porcius Festus in zijn plaats. Volgens Flavius Josephus heeft Felix het aan zijn broer Pallas te danken dat hij niet wegens wanbestuur veroordeeld is, ondanks dat een Joodse delegatie bij de keizer een aanklacht tegen hem had ingediend.

## Huwelijken en nakomelingen
Felix is driemaal getrouwd geweest. Een van zijn eerste twee vrouwen was een kleindochter van Marcus Antonius en Cleopatra VII (een dochter van Cleopatra Selena II, die gehuwd was met Juba II). Wie de andere vrouw was, is niet bekend.
Felix' derde vrouw was Drusilla, een dochter van Herodes Agrippa I. Zij verliet haar eerdere echtgenoot Azizus, die heerste over Emesa, om met Felix te kunnen trouwen. Wellicht probeerde Felix via dit huwelijk nauwere banden te krijgen met de familie van de Herodianen. Felix en Drusilla kregen een zoon, Agrippa. Deze Agrippa kwam om het leven bij de uitbarsting van de Vesuvius in 79 na Chr. in het gezelschap van zijn echtgenote of van zijn moeder Drusilla. Of Felix en Drusilla nog meer kinderen kregen, is niet bekend, al menen sommige historici op grond van gevonden inscripties dat dit inderdaad het geval is geweest.

## Felix in het Nieuwe Testament
In het Nieuwe Testament verschijnt de apostel Paulus voor Felix in zijn hoedanigheid als procurator (Handelingen 24:24-27), naar aanleiding van een aanklacht van de hogepriester Ananias ben Nebedeüs. Deze gebeurtenis vond plaats zo'n twee jaar voor het einde van Felix' ambtsperiode. Felix werd bij die gelegenheid vergezeld van Drusilla, wellicht omdat zij een Jodin was en dus beter op de hoogte van de Joodse godsdienst en tradities waarop de aanklacht betrekking had. Felix kwam niet tot een uitspraak, maar hield Paulus in gevangenschap. Volgens het Nieuwe Testament hoopte Felix steekpenningen van Paulus te ontvangen.